# Związek Młodzieży Wiejskiej RP „Wici”
Związek Młodzieży Wiejskiej RP „Wici” (ZMW RP „Wici”) – organizacja młodzieży wiejskiej, działająca w latach 1928–1948, założona przez część działaczy Centralnego Związku Młodzieży Wiejskiej. Po reaktywacji ZMW RP „Wici”, organizacja w 1948 r. w czasie kongresu we Wrocławiu weszła w skład Związku Młodzieży Polskiej.
Organizacja powstała w 1928 r., a do pierwszego zarządu głównego weszli m.in.: Zygmunt Załęski, Adam Bień, Franciszek Wójcicki, Józef Niećko, Wincenty Gortat i Ignacy Solarz.
Organizacja prowadziła działalność oświatową i wychowawczą m.in. poprzez uniwersytety ludowe. Mimo braku subwencji państwowych, krytyki prawicy społecznej i kleru oraz istnienia wielu konkurencyjnych organizacji, m.in.: katolickich stowarzyszeń młodzieży i młodzieżowych organizacji sanacyjnych, liczba członków systematycznie rosła, osiągając już w 1929 r. około 22 tys. W 1938 r. ZMW RP „Wici” liczyły 100 tys. członków i 3114 kół. W 1931 r. organizacja związała się ze Stronnictwem Ludowym. Wiciarze opracowali zasady polskiego agraryzmu, rozwijając zatem podstawę ideową związku,  i Stronnictwa Ludowego.
W latach 1928–1939 ZMW RP „Wici” działały jako federacja związków wojewódzkich, zorganizowanych na podstawie własnych statutów i tworzyły je:
- Związek Młodzieży Wiejskiej we Lwowie
- Związek Młodzieży Wiejskiej Znicz w Krakowie
- Kielecki Związek Młodzieży Wiejskiej
- Lubelski Związek Młodzieży Wiejskiej
- Mazowiecki Związek Młodzieży Wiejskiej
- Łódzki Związek Młodzieży Wiejskiej
- Wielkopolski Związek Młodzieży Wiejskiej
- Pomorski Związek Młodzieży Wiejskiej
- Nowogrodzki Związek Młodzieży Wiejskiej[5].

W okresie okupacji niemieckiej działacze ZMW RP „Wici” weszli do kierownictwa Rocha oraz zasilili tworzone Bataliony Chłopskie, natomiast członkinie Wici tzw. Wiciarki, działały w Ludowym Związku Kobiet i Zielonym Krzyżu. 
Organy prasowe: Wici, Młoda Myśl Ludowa, Chłopskie Życie Gospodarcze, Społem i Znicz.